# Bochovice
Bochovice (německy Bochowitz) jsou obec v okrese Třebíč v kraji Vysočina. Leží asi 15 km severně od města Třebíče. Žije zde 149 obyvatel. Pod správu obce spadá i osada Batouchovice. Okolo obce se nachází naleziště křemene, ametystu a dalších minerálů.
Sousedními obcemi sídla jsou Svatoslav, Horní Radslavice, Benetice, Hroznatín a Horní Heřmanice.

## Název
Název se vyvíjel od varianty in Bochowycz (1353), Bochowicze (1497, 1538), Bochowitz (1674, 1720, 1751) až k podobě Bochowice v roce 1846. Místní jméno znamenalo ves lidí Bochových. Pojmenování je rodu ženského, čísla pomnožného, genitiv zní Bochovic.

## Historie
První písemná zmínka o obci pochází z roku 1353, kdy je zmíněna v zemských deskách jako majetek paní Kunky, která jej prodala Bedřichu z Opatovic. V roce 1377 pak byl majitelem Jan ml. z Medříče, ten předal meziříčské panství strýci, jeho bratr Jindřich pak prodal svůj podíl pánům z Bochovic. Ti posléze svoje majetky rozšířili o Bojanov a v roce 1409 i o Radslavice. Bojanov pak prodali vypořadatelé poslední vůle dědice Jana Trdla z Bochovic Smilovi z Radněvsi. O další část dědictví proběhl soudní spor mezi příbuznými zemřelého, kdy došlo k rozdělení majetku do rukou Mikuláše Něpra (získal Bochovice) a Smila z Radněvsi (Radslavice).
Po Mikuláši Něprovi pak získal ves jeho syn, ten pak majetek (Pozďatín, Vlčatín, Hroznatín a Bochovice) vložil Zikmundovi Valeckému z Mírova, ten pak majetek prodal Smilu Osovskému z Doubravice, jeho syn Burian Osovský z Doubravice pak majetky vložil do majetku Oldřicha z Lomnice. Od té doby byla vesnice součástí náměšťského panství, spolu s Batouchovicemi byly zvláštním statkem patřícím do panství náměšťského. Statek pak byl součástí panství až do roku 1881, kdy pak byl prodán bratrům Jindřichovi a Ludvíkovi Hellerovým z Jihlavy a Adolfovi Lieblichovi. Syn Ludvíka Hellera pak posléze odkoupil část, která připadla Adolfovi Lieblichovi a následně pak získal celou ves.
Roku 1889 si obec požádala o právo mít školu, to bylo povoleno, v obci byla postavena škola a v roce 1890 pak byla škola vysvěcena a z Benetic byly darovány pomůcky do školy. V lednu roku 1891 pak do školy nastoupili první žáci.
Po roce 1891 pak Bochovičtí požadovali po okresním hejtmanství silniční spojení s Třebíčí. To nebylo vyslyšeno a tak roku 1899 obec v čele s tehdejším starostou vystavěla část silnice na vlastní náklady. Silnice pak byla schválena a roku 1904 pak byla vystavěna silnice do Horních Heřmanic. V roce 1898 byl v obci zřízen hasičský sbor. V roce 1901 však obec i přes účast hasičů vyhořela půlka obce. V letech 1914 a 1915 pak byla vyhlášena všeobecná mobilizace občanů ze vsi.
Roku 1919 pak byly na počest nově vzniklé republiky zasazeny tři lípy, jen jedna z nich se udržela. Dne 5. července 1923 byl v obci vysvěcen a odhalen pomník padlým občanům v první světové válce. Mezi lety 1927 a 1928 pak byla vybudována silnice do Svatoslavi. V listopadu roku 1930 pak byla obec elektrifikována. V roce 1938 pak byla opět vyhlášena mobilizace, následně pak v prosinci téhož roku byla vyhlášena demobilizace. Mezi lety 1939 a 1940 byl opraven obecní rybník. Roku 1942 byla vyhlášena rekvizice kovů a zvonů, byl zrekvírován i zvon z místní kapličky.
Dne 8. května 1945 odjela kolona německých vozů z obce a odpoledne téhož dne do obce dorazily vozy Rudé armády. Roku 1947 pak byla opravena náves, silnice směrem do Svatoslavi a pozemek kolem kapličky. Ve volbách v roce 1948 zvítězila v obci komunistická strana. Roku 1950 pak byly opraveny cesty v obci, v roce 1952 pak 23 občanů vstoupilo do JZD, v roce 1958 byl postaven nový vepřín v obci.
V roce 2021 byl v obci otevřen tzv. hodinový obchod, ten je otevřen vždy pouze hodinu.
Škola ve vsi fungovala až do roku 1974, kdy byla zrušena a žáci nižšího stupně převedeni do Svatoslavi, starší do Rudíkova. Budova školy pak slouží hasičům a obecnímu úřadu.
Do roku 1849 patřily Bochovice do náměšťského panství, od roku 1850 patřily do okresu Jihlava, pak od roku 1855 do okresu Třebíč, následně do okresu Velké Meziříčí a od roku 1960 do okresu Třebíč. Mezi lety 1850 a 1869 patřily Bochovice pod Svatoslav a mezi lety 1980 a 1990 byla obec začleněna opět pod Svatoslav, následně se obec osamostatnila.

## Přírodní poměry
Bochovicemi ze severu na západ vede silnice II/349 z Horních Radslavic do Svatoslavi, z Bochovic pak na východ vychází silnice do Horních Heřmanic a jižně do místní části Batouchovice a dále do Vlčatína. Na západní části území obce pak ze silnice II/349 jižně vychází silnice do Hroznatína a Benetic. Přes jižní část území prochází cyklostezka 5112.
Celá část území obce je součástí Přírodního parku Třebíčsko, většina území je velmi kopcovitá a leží i nad 550 metry nad mořem. Severní část území obce je zalesněná, severní svahy kopců jsou zalesněny značně. Stejně tak jsou zalesněny svahy údolí Bochovického potoka ve východní části území obce. V jižní části území se nachází další izolované lesní plochy. Oblast severně od zastavěné části obce jsou využívány jako louky, jižní část území obce je pak využívána zemědělsky. 
Severní hranici území obce tvoří Svatoslavský potok, který teče z území Svatoslavi na západ, na severovýchodním okraji se do něj vlévá Bochovický potok, který pramení východně od Batouchovic a následně teče přes zastavěné území Bochovic a dále na sever, cestou se do něj vlévá několik nepojmenovaných potoků, které odvodňují celé jižní území obce. Na severozápadní části území obce se nachází studánka s prameništěm, kde pramení nepojmenovaný potok, jež se vlévá do Svatoslavského potoka. Jižně od Bochovic pramení potok, který na svém toku tvoří několik menších rybníků a následně se v Bochovicích vlévá do Bochovického potoka.
V severní části území obce se nachází dva simulované vrcholy s kótami 568 a 561 metrů, pod severními svahy se nachází údolí Svatoslavského potoka. Na jižním okraji území západně od Batouchovic se nachází nepojmenovaný vrchol s kótou 582 m. Jižně od hranic území obce se nachází vrcholky kopců o výšce cca 600 metrů, významnější jsou kopce Skalníky (632 m), Na Hlavinách (606 m) a Červený kopec (617 m).
Bochovice se nacházejí v severní části území obce, jihovýchodně od obce se pak nachází místní část a vesnice Batouchovice.

## Obyvatelstvo
| Rok            | 1869 | 1880 | 1890 | 1900 | 1910 | 1921 | 1930 | 1950 | 1961 | 1970 | 1980 | 1991 | 2001 | 2011 | 2021 |
| -------------- | ---- | ---- | ---- | ---- | ---- | ---- | ---- | ---- | ---- | ---- | ---- | ---- | ---- | ---- | ---- |
| Počet obyvatel | 280  | 266  | 278  | 310  | 309  | 311  | 314  | 270  | 267  | 228  | 221  | 189  | 162  | 143  | 138  |
| Počet domů     | 39   | 40   | 42   | 45   | 51   | 52   | 57   | 62   | 56   | 51   | 56   | 63   | 61   | 67   | 67   |

## Obecní správa

### Části obce
- Bochovice
- Batouchovice

### Obecní symboly
Bochovice získaly možnost používat znak a vlajku, autorem znaku je Jan Tejkal. 
Znak a vlajka byly obci uděleny rozhodnutím předsedy Poslanecké sněmovny Parlamentu České republiky dne 5. dubna 2017.
Ve znaku jsou zkřížené lopaty, které symbolizují hledače ametystů a místní zemědělce. Součástí jsou také tři květy umístěné do podoby kříže. Vlajka má dva vodorovné pruhy, zelený a bílý v poměru 3 : 1, v zeleném pruhu jsou umístěny stejné symboly jako ve znaku.

## Politika

### Místní zastupitelstvo
V roce 2022 byl opětovně zvolen starostou Milan Vlach.

### Volby do Poslanecké sněmovny
|       | 2006                | 2010                | 2013               | 2017                | 2021                |
| ----- | ------------------- | ------------------- | ------------------ | ------------------- | ------------------- |
| 1.    | ČSSD (33,64 %)      | ČSSD (27,1 %)       | ČSSD (28,88 %)     | ANO (41,17 %)       | SPOLU (34,65 %)     |
| 2.    | ODS (26,16 %)       | ODS (19,62 %)       | KDU-ČSL (17,77 %)  | KDU-ČSL (9,8 %)     | ANO (32,67 %)       |
| 3.    | KDU-ČSL (24,29 %)   | KDU-ČSL (14,01 %)   | ANO 2011 (16,66 %) | SPD (9,8 %)         | ČSSD (7,92 %)       |
| účast | 82,95 % (107 z 129) | 86,99 % (107 z 123) | 65,94 % (91 z 138) | 75,91 % (104 z 137) | 74,64 % (103 z 138) |

### Volby do krajského zastupitelstva
|      | 1.                 | 2.                       | 3.                | účast              |
| ---- | ------------------ | ------------------------ | ----------------- | ------------------ |
| 2000 | 4KOALICE (28,98 %) | ČSSD (18,84 %)           | SNK (14,49 %)     | 52,9 % (73 z 138)  |
| 2004 | ODS (30,64 %)      | KSČM (22,58 %)           | KDU-ČSL (17,74 %) | 47,76 % (64 z 134) |
| 2008 | ČSSD (35,48 %)     | KDU-ČSL (20,96 %)        | ODS (19,35 %)     | 51,61 % (64 z 124) |
| 2012 | ČSSD (35,18 %)     | KDU-ČSL (24,07 %)        | KSČM (12,96 %)    | 46,56 % (60 z 131) |
| 2016 | ČSSD (24,28 %)     | ANO 2011 (24,28 %)       | KDU-ČSL (10 %)    | 52,99 % (71 z 134) |
| 2020 | ANO (30,76 %)      | KDU-ČSL (18,46 %)        | Piráti (10,76 %)  | 49,26 % (67 z 136) |
| 2024 | ANO (39,65 %)      | ODS+TOP 09+STO (27,58 %) | KDU-ČSL (13,79 %) | 45,45 % (60 z 132) |

### Prezidentské volby
V prvním kole prezidentských voleb v roce 2013 první místo obsadil Miloš Zeman (30 hlasů), druhé místo obsadil Karel Schwarzenberg (23 hlasů) a třetí místo obsadil Jan Fischer (19 hlasů). Volební účast byla 77,69 %, tj. 101 ze 130 oprávněných voličů. V druhém kole prezidentských voleb v roce 2013 první místo obsadil Miloš Zeman (53 hlasů) a druhé místo obsadil Karel Schwarzenberg (36 hlasů). Volební účast byla 69,53 %, tj. 89 ze 128 oprávněných voličů.
V prvním kole prezidentských voleb v roce 2018 první místo obsadil Miloš Zeman (47 hlasů), druhé místo obsadil Jiří Drahoš (18 hlasů) a třetí místo obsadil Pavel Fischer (17 hlasů). Volební účast byla 74,24 %, tj. 98 ze 132 oprávněných voličů. V druhém kole prezidentských voleb v roce 2018 první místo obsadil Miloš Zeman (65 hlasů) a druhé místo obsadil Jiří Drahoš (37 hlasů). Volební účast byla 79,07 %, tj. 102 ze 129 oprávněných voličů.
V prvním kole prezidentských voleb v roce 2023 první místo obsadil Andrej Babiš (39 hlasů), druhé místo obsadil Petr Pavel (37 hlasů) a třetí místo obsadila Danuše Nerudová (20 hlasů). Volební účast byla 85,19 %, tj. 115 ze 135 oprávněných voličů. V druhém kole prezidentských voleb v roce 2023 první místo obsadil Petr Pavel (69 hlasů) a druhé místo obsadil Andrej Babiš (50 hlasů). Volební účast byla 88,15 %, tj. 119 ze 135 oprávněných voličů.

## Zajímavosti a pamětihodnosti
- Naleziště ametystů –  v roce 2024 se začal zvyšovat počet nelegálních těžařů ametystů, kteří využívají i těžkou techniku, to však je zakázáno, protože lokalita je evidována jako chráněné ložiskové území[32]

## Galerie

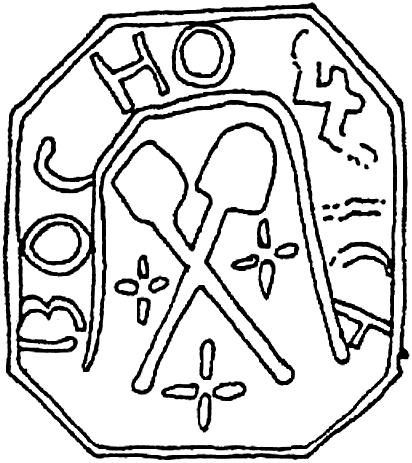
Pečeť Bochovic
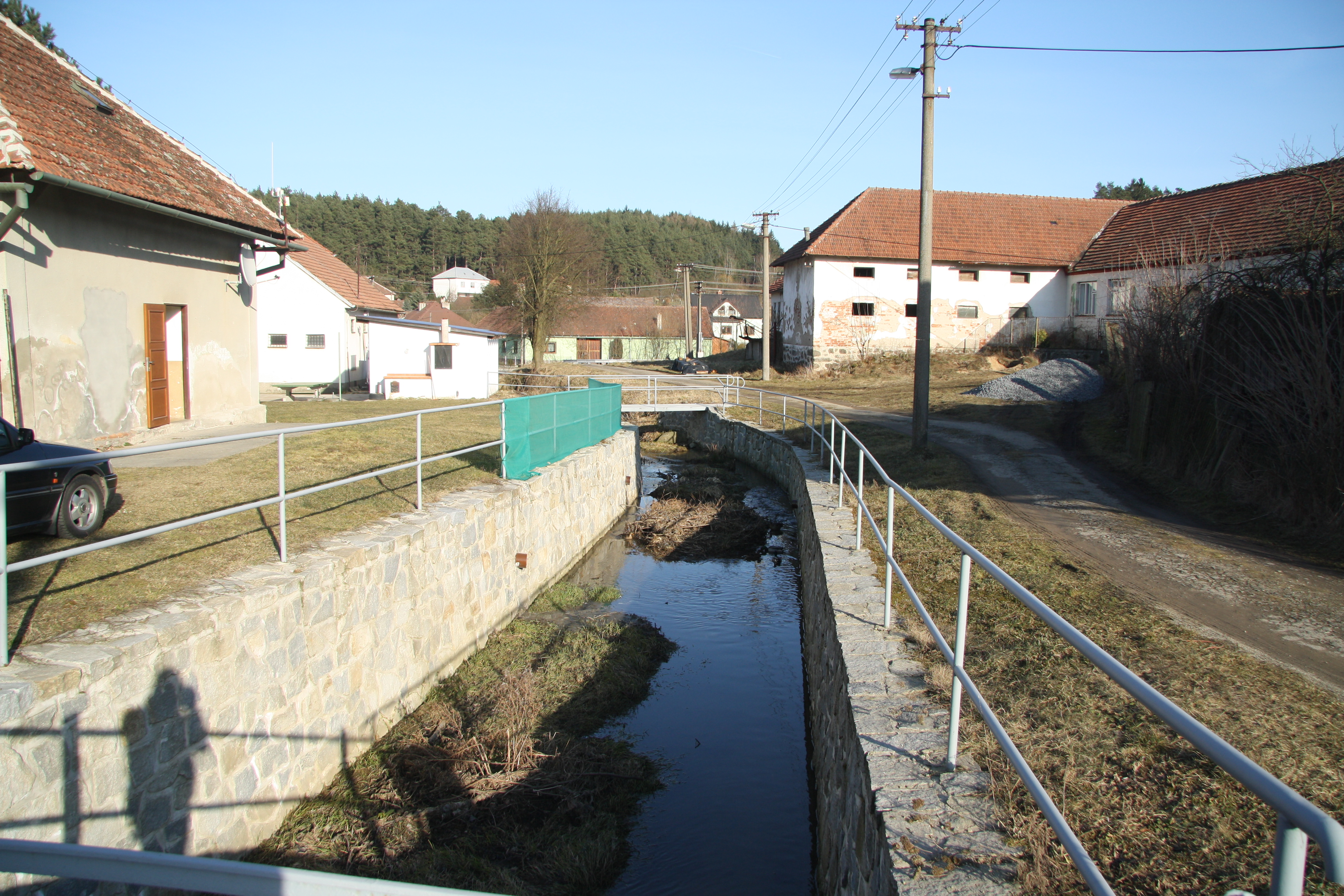
Potok
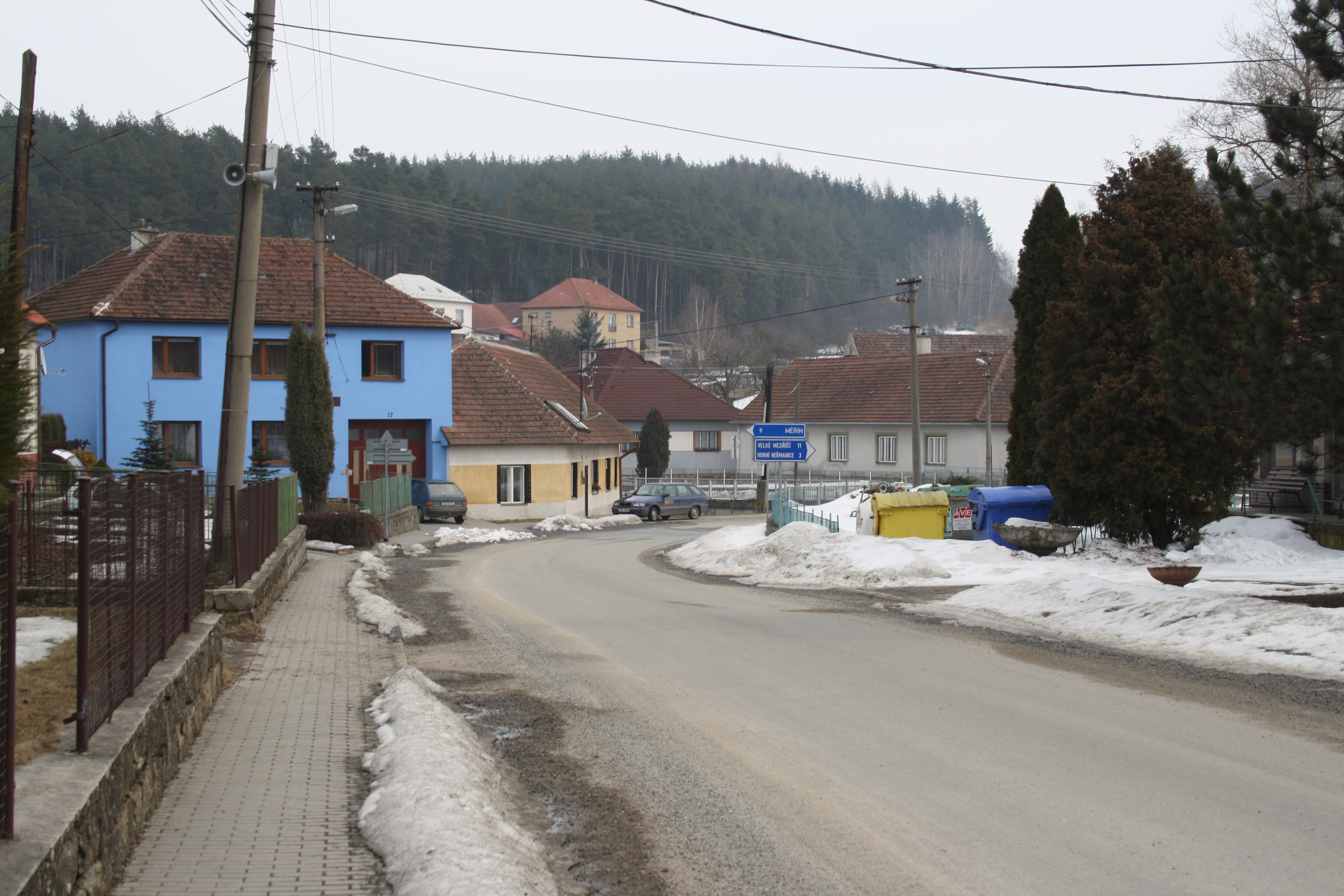
Centrum vesnice
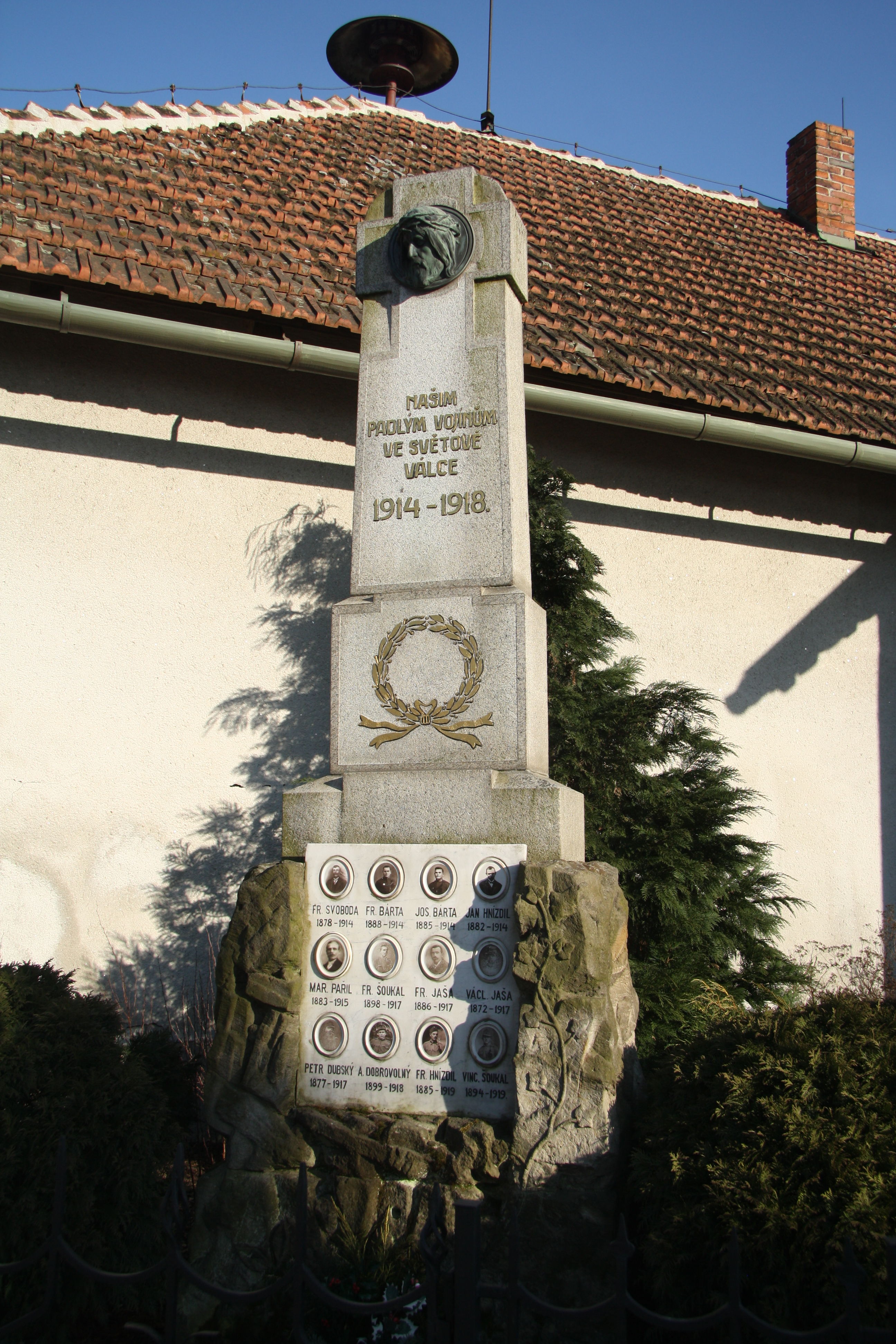
Památník obětem 1. světové války
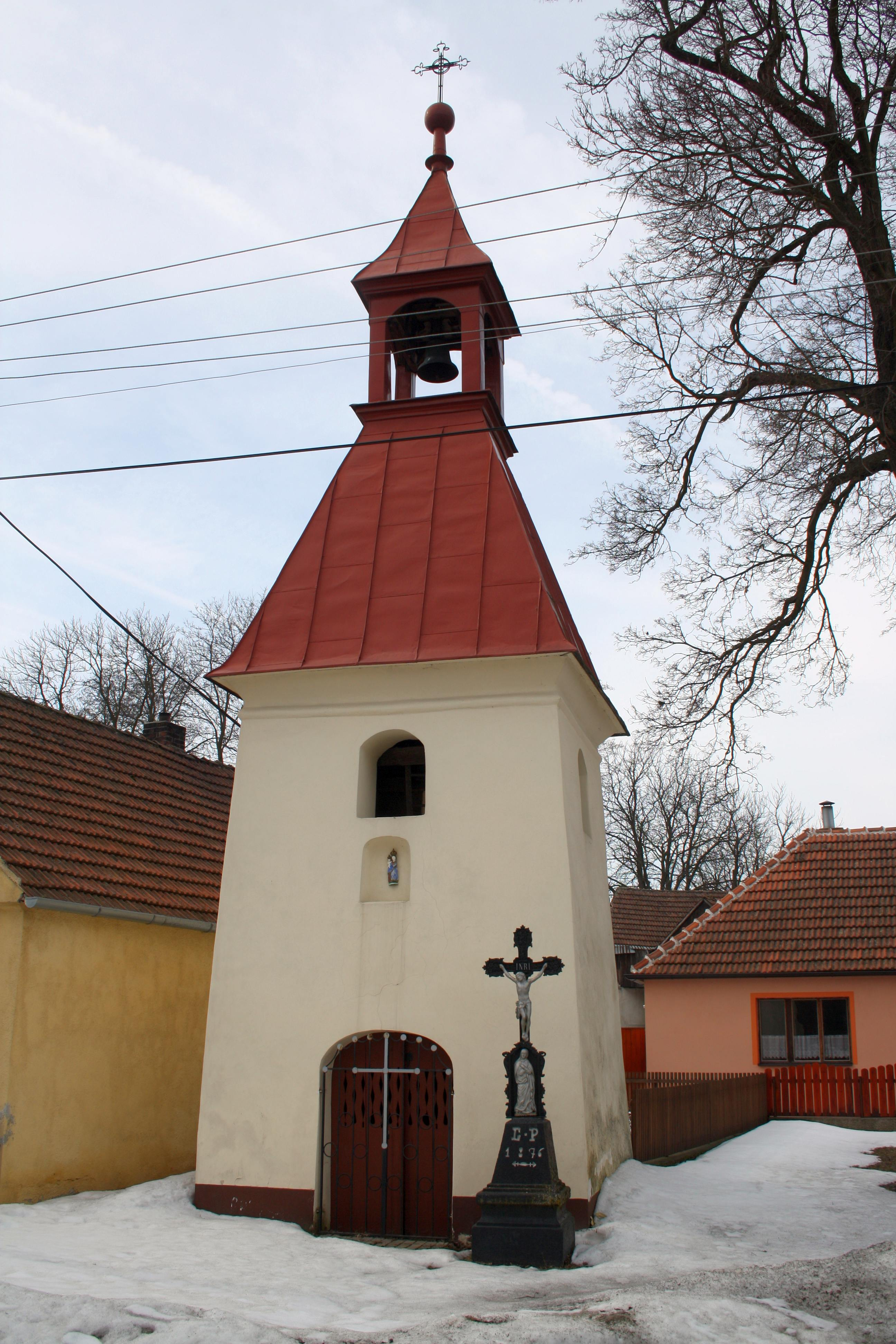
Kaple sv. Anny